# 植田泰史
植田 泰史（うえだ やすし、1967年（昭和42年）5月22日 - ）は、共同テレビジョン所属のテレビドラマ演出家、プロデューサー。日本大学芸術学部放送学科卒業。

## 経歴
2002年に『世にも奇妙な物語』でドラマ演出デビュー。以降、共同テレビ制作のテレビドラマの制作に携わる。2004年の『ワンダフルライフ』で初のメイン監督を務めた。
『世にも奇妙な物語』においては2002年の初参加以降、毎年監督を担当しており、不定期参加になった落合正幸に替わり実質上のチーフディレクターとなっている。

## 主な作品

### 監督・演出
- 彼女たちのクリスマス「楽しい家族旅行」（2002年、関西テレビ）
- ダイヤモンドガール（2003年、フジテレビ）
- ワンダフルライフ（2004年、フジテレビ）※メイン監督
- めだか（2004年、フジテレビ）
- アンフェア（2006年、関西テレビ）
  - アンフェア the special コード・ブレーキング〜暗号解読（2006年）
- アテンションプリーズ（2006年、フジテレビ）
- 百鬼夜行抄（2007年、日本テレビ）
- LIAR GAME（2007年、フジテレビ）
- キミ犯人じゃないよね?（2008年、テレビ朝日）※メイン監督
- 世にも奇妙な物語（2002年-、フジテレビ）
  - 秋の特別編（2002年）「声を聞かせて」
  - 春の特別編（2003年）「追いかけたい」
  - 秋の特別編（2004年）「空白の人」
  - 春の特別編（2005年）「倦怠期特効薬」
  - 秋の特別編（2005年）「ネカマな男」
  - 15周年の特別編（2006年）「イマキヨさん」
  - 秋の特別編（2006年）「猫が恩返し」
  - 春の特別編（2007年）「才能玉」
  - 秋の特別編（2007年）「自販機男」※脚本兼任
  - 春の特別編（2008年）「さっきよりもいい人」
  - 秋の特別編（2008年）「ボディレンタル」
  - 春の特別編（2009年）「爆弾男のスイッチ」
  - 秋の特別編（2010年）「殺意取扱説明書」
  - 秋の特別編（2011年）「JANKEN」
  - 春の特別編（2012年）「ワタ毛男」
  - 春の特別編（2013年）「石油が出た」
  - 秋の特別編（2013年）「人間電子レンジ」
  - 春の特別編（2014年）「空想少女」
  - 秋の特別編（2014年）「超短編・標識」
  - 25周年スペシャル・春 〜人気マンガ家競演編〜（2015年）「面」
  - 25周年スペシャル・秋 〜傑作復活編〜（2015年）「昨日公園」
  - 秋の特別編（2016年）「車中の出来事」[1]
  - 春の特別編（2018年）「明日へのワープ」※プロデュース兼任
  - 雨の特別編（2019年）「大根侍」
  - 秋の特別編（2019年）「コールドスリープ」※プロデュース兼任
  - 夏の特別編（2020年）「しみ」
  - 秋の特別編（2020年）「イマジナリーフレンド」
  - 夏の特別編（2021年）「三途の川アウトレットパーク」「成る」
  - 夏の特別編（2022年）「何だかんだ銀座」
  - 秋の特別編（2022年）「ちょっと待った!」
  - 夏の特別編（2024年）「週刊 元恋人を作る」
  - 冬の特別編（2024年）「ああ祖国よ」
- 金曜プレステージ 事件記者～警視庁記者クラブ〜（2008年）
- 嬢王 Virgin（2009年、テレビ東京）
- ギルティ 悪魔と契約した女（2010年、関西テレビ）
- さくら心中（2011年、東海テレビ）
- 撮らないで下さい!!グラビアアイドル裏物語（2012年、テレビ東京）
- ぼくの夏休み（2012年、東海テレビ）
- 遅咲きのヒマワリ〜ボクの人生、リニューアル〜（2012年、フジテレビ）
- よろず占い処　陰陽屋へようこそ（2013年、関西テレビ）
- あすなろ三三七拍子（2014年、フジテレビ）
- 死の臓器（2015年、WOWOW）
- 受験のシンデレラ（2016年、BSプレミアム）※メイン監督
- タイムパトロールのOL（2016年、フジテレビ）
- 新宿セブン（2017年、テレビ東京）
- 人生が楽しくなる幸せの法則（2019年、よみうりテレビ）※メイン監督
- ワケあって火星に住みました〜エラバレシ4ニン〜（2020年）
- BSよしもと開局記念ドラマ ファーストステップ　世界をつなぐ愛のしるし（2022年）

### プロデュース
- 世にも奇妙な物語（2018年-、フジテレビ）
  - 春の特別編（2018年）
  - 秋の特別編（2018年）
  - 秋の特別編（2019年）